# ロンドン条約 (1867年)
ロンドン条約（ロンドンじょうやく、フランス語: Traité de Londres）、または1839年のロンドン条約と対比して第二次ロンドン条約は、1867年5月11日に締結された多国間条約である。
普墺戦争とルクセンブルク危機の後に締結されたこの条約は、ルクセンブルクの未来とヨーロッパ諸国の間の関係に大きく影響した。

## 内容と影響
条約の直接的影響は第1条のとおり、オランダ王国とルクセンブルクがオラニエ＝ナッサウ家を王家にして同君連合を組むことを再確認した。
この同君連合は1890年にウィルヘルミナがオランダ女王に即位したときまで続いた。ルクセンブルクではサリカ法が採用されていたため、彼女はルクセンブルク大公になれなかった。彼女の代わりにナッサウ＝ヴァイルブルク家（現ルクセンブルク＝ナッサウ家）が大公位を継承し、ルクセンブルクが自らの王家を戴くようになった。
ルクセンブルク危機はフランス皇帝ナポレオン3世がオランダ王ウィレム3世からルクセンブルクを購入しようとしたことで勃発した。このとき、ルクセンブルクをオランダの支配下に置いて、フランスから守ることがプロイセン王国の最優先事項となっていた。
また、第一次ロンドン条約で認められたルクセンブルクの永世中立はこの条約で再確認された。1839年の条約に署名しなかった国が（永世中立を宣言したベルギーを除いて）ルクセンブルクの中立を保障した。
ルクセンブルクの中立を保証するために、ルクセンブルク市の西にある、「北方のジブラルタル」として知られた要塞群は取り壊され、再建を禁止された。ただし、ルクセンブルク市の東にある中世以来の要塞は存続を許された。要塞は16年間、合計150万金フランかかり、長さ24キロメートル以上の地下防御が壊され、4ヘクタールにわたる砲郭、砲台、バラックが破壊された。この要塞群の遺跡は現代でも残り、ルクセンブルクの世界遺産として登録された。
さらに、1815年のウィーン会議の定めによりルクセンブルクに駐留していたプロイセン軍は撤退することとなった。
7週間戦争によりドイツ連邦は崩壊した。ドイツ連邦の加盟国のうちルクセンブルク大公国とリンブルフ公国はオランダ王を（ルクセンブルク大公とリンブルフ公として）元首としていた。連邦崩壊後の状況を明らかにするために、このロンドン条約では連邦の終焉を再確認、リンブルフがオランダに併合されることを認めた。
条約により独立したルクセンブルク大公国はオランダと同君連合を組んでいたが、ドイツ関税同盟に再加盟し、同君連合が解消されたずっと後の1919年1月1日まで続いた。

## 署名
- オーストリア
  - ルドルフ・フォン・アポーニー伯爵
- ベルギー
  - シルファン・ファン・デ・ヴァイヤー
- フランス
  - アンリ・ド・ラ・トゥール・ドーヴェルニュ公爵
- イタリア
  - ヴィットーリオ・エマヌエーレ・タパレッリ・ダッゼーリョ侯爵
- ルクセンブルク
  - ヴィクトル・ド・トルナコ男爵
  - エマヌエル・セルヴェ
- オランダ
  - アルノルト・アドルフ・ベンティンク男爵
- プロイセン
  - アルブレヒト・フォン・ベルンシュトルフ伯爵
- ロシア
  - フィリップ・フォン・ブルーノフ伯爵
- イギリス
  - ダービー伯爵エドワード・スタンリー

イタリアは会議に招かれなかったが、イタリア王ヴィットーリオ・エマヌエーレ2世は諸国を説得してイタリア代表を受け入れさせた。イタリアとルクセンブルクの関係は薄く、ロンドン条約はイタリアに全く影響を与えなかったが、イタリアが大国としてはじめて多国間会議に参加した瞬間であり、新生イタリア王国にとっては象徴的な意味が大きかった。